# Phryxe agnita
Phryxe agnita là một loài ruồi trong họ Tachinidae.